# Ruisseau La Franchise
Le ruisseau La Franchise coule successivement dans les municipalités de Sainte-Françoise et de Saint-Jean-de-Dieu, dans la municipalité régionale de comté (MRC) de Les Basques, dans la région administrative du Bas-Saint-Laurent, au Québec, au Canada.
Le ruisseau La Franchise est un affluent de la rive nord de la rivière Boisbouscache laquelle coule vers l'ouest jusqu'à la rive nord-est de la rivière des Trois Pistoles ; cette dernière coule vers le nord jusqu'au littoral sud-est du fleuve Saint-Laurent où elle se déverse dans la municipalité de Notre-Dame-des-Neiges, dans la municipalité régionale de comté (MRC) des Basques.

## Géographie
Le ruisseau La Franchise prend sa source en zone forestière et montagneuse, entre la rivière aux Bouleaux (rivière Boisbouscache) et la rivière Abraham-Bell, au cœur des monts Notre-Dame. Cette source est située à 17,7 km au sud-est du littoral sud-est de l'estuaire du Saint-Laurent, à 10,3 km au nord-est du centre du village de Saint-Jean-de-Dieu et à 11,0 km au sud-est du centre du village de Sainte-Françoise et à 2,3 km à l'ouest du centre du village de Saint-Médard.
À partir de sa source, le ruisseau La Franchise coule sur 9,2 km à travers le massif des Appalaches, répartis selon les segments suivants :
- 5,1 km vers le sud-ouest dans Sainte-Françoise, jusqu'à la limite de la municipalité de Saint-Jean-de-Dieu ;
- 1,3 km vers le sud-ouest, jusqu'à la route de la Traverse du 8e au 6e rang ;
- 2,8 km vers le sud-ouest, jusqu'à sa confluence[1].

Le ruisseau La Franchise se déverse dans Saint-Jean-de-Dieu sur la rive nord de la rivière Boisbouscache, laquelle coule vers l'ouest jusqu'à la rive nord-est de la rivière des Trois-Pistoles. La confluence de la rivière La Franchise est située à 2,8 km en amont du pont Rousseau, enjambant la rivière Boisbouscache au village de Saint-Jean-de-Dieu, ainsi qu'à 1,4 km en aval du pont du chemin du rang de la Rallonge Est.

## Toponymie
L'origine du toponyme « La Franchise » reste inconnu.